# Hilda von Puttkammer
Hilda von Puttkammer (São Paulo, 13 de agosto de 1912 – [carece de fontes?]) foi uma esgrimista brasileira. Representou o Brasil nos Jogos Olímpicos de Verão de 1936.

## Biografia
Hilda nasceu na cidade de São Paulo, no ano de 1912. Foi campeã brasileira de esgrima em 1929, com apenas 17 anos de idade.

## Carreira
Atleta do Club Athletico Paulistano, no ano de 1936, foi a primeira mulher sul-americana a competir na esgrima em Olimpíadas. Integrou a delegação brasileira que foi para os Jogos Olímpicos de 1936, realizados em Berlim, na Alemanha, na prova de florete individual.
No ano de 1946, foi vice-campeã do Torneio Brasileiro de Esgrima e 4.ª colocada do 1.º Torneio Sul-Americano de Esgrima do Atlântico, realizado na Argentina.
Hilda foi convidada para competir nos Jogos Olímpicos de 1948, em Londres, no Reino Unido, entretanto, não pôde aceitar a convocação. Liderou um movimento que solicitava a realização de seletivas para que uma outra atleta fosse em seu lugar. Tal atitude, foi considerada uma rebelião, e ela foi banida do esporte olímpico. Apesar do banimento olímpico, foi acolhida pelo Paulistano e tornou-se diretora honorária do esgrima do clube.